# حملات فروردین ۱۴۰۳ اسرائیل به ایران
در ۳۱ فروردین ۱۴۰۳، ساعت ۵:۲۳ بامداد (به وقت رسمی ایران)، نیروی هوایی اسرائیل تأسیسات پدافند هوایی درون ایران را هدف حملهٔ هوایی قرار داد. بر اساس تصاویر ماهواره‌ای، طی این حمله هوایی محدود، سامانه راداری پدافند هوایی پایگاه هشتم شکاری ارتش در نزدیکی اصفهان هدف قرار گرفت. این حمله در پاسخ به حملات پهپادی و موشکی ایران در اسرائیل صورت گرفت که آن حمله نیز عملیات تلافی‌جویانهٔ ایران در پاسخ به حمله هوایی به کنسولگری ایران در دمشق توسط اسرائیل بود.
رسانه‌های ایران از انفجارهای جزئی در نزدیکی اصفهان خبر دادند که در آن‌جا تأسیسات هسته‌ای، مرکز ساخت پهپاد و پایگاه هوایی بزرگی قرار دارد. رسانه‌های دولتی ایران اعلام کردند پهپادهای اسرائیلی که بر فراز منطقه پرواز می‌کردند توسط نیروی پدافند هوایی ایران سرنگون شدند. سه مقام ایرانی در مصاحبه با نیویورک تایمز تأیید کردند که اسرائیل در این حمله نقش داشته است. مقامات آمریکایی تأیید کردند که دست‌کم سه موشک از هواپیماهای اسرائیلی به ایران اصابت کرده است. نیویورک تایمز در گزارشی نوشت که بر پایهٔ تجزیه و تحلیل تصاویر ماهواره‌ای، در این حمله به بخشی از سامانه دفاع هوایی «اس-۳۰۰» پایگاه هوایی هشتم شکاری اصفهان آسیب وارد شده است. هیچ حمله‌ای به تأسیسات هسته‌ای ایران گزارش نشد.
به گفته یک مقام ارشد آمریکایی که با ای‌بی‌سی نیوز صحبت می‌کرد، هواپیماهای اسرائیلی که بیرون از مرزهای ایران فعالیت می‌کردند، سه موشک را پرتاب کردند که در نتیجه یکی از سایت‌های راداری پدافند هوایی حفاظت از تأسیسات هسته‌ای نطنز را هدف قرار داد. این مقام در ادامه بیان کرد که ارزیابی‌ها حاکی از انهدام موفقیت‌آمیز سایت مورد نظر است. او همچنین گفت که هدف از این حمله، رساندن پیام به ایران دربارهٔ توانایی‌های اسرائیل بدون تشدید بیشتر تنش‌ها بود. یک مقام ایرانی به رویترز گفت که این انفجارها ناشی از سرنگونی پهپادهای اسرائیل بوده است و مدعی شد که هیچ حملهٔ موشکی به ایران صورت نگرفته است. اسرائیل در اواخر همان روز به پایگاه‌های نیروهای حشد شعبی در عراق حمله کرد.

## حملات
گزارش‌ها در رسانه‌های ایرانی و پلتفرم‌های رسانه‌های اجتماعی حاکی از آن بود که انفجارهایی در نزدیکی اصفهان، استانی که به استقرار سایت‌های هسته‌ای، یک پایگاه هوایی بزرگ، و تأسیسات تولید پهپاد معروف است، رخ داده است.
خبرگزاری ایرنا گزارش داد که پدافند هوایی در پایگاه هوایی شکاری اصفهان، که میزبان ناوگان گرامن اف-۱۴ تام‌کت ساخت آمریکا است (پیش از انقلاب ۱۳۵۷ خریداری شده بود) فعال شد. علاوه بر این، سامانه‌های پدافند هوایی در استان‌های مختلف پس از مشاهده اشیاء هوایی ناشناس فعال شدند.
ایرنا گزارش داد که خبرنگاران هیچ خسارت یا انفجار قابل‌توجهی در سراسر کشور مشاهده نکردند و هیچ اختلالی در هیچ‌یک از سایت‌های هسته‌ای ایران ثبت نشد.
سه مقام ایرانی به نیویورک تایمز گفتند که این حمله به پایگاه هوایی اصابت کرد. مقامات آمریکایی بعداً اعلام کردند که موشکی از اسرائیل به ایران اصابت کرده است.
به گفته یک مقام ارشد آمریکایی که با ای‌بی‌سی نیوز صحبت می‌کرد، هواپیماهای اسرائیلی که خارج از مرزهای ایران فعالیت می‌کردند، سه موشک پرتاب کردند که یک سایت رادار پدافند هوایی حفاظت از تأسیسات هسته‌ای نطنز را هدف قرار دادند. این مقام در ادامه اظهار داشت: ارزیابی‌ها حاکی از انهدام موفقیت‌آمیز سایت مورد نظر است. او همچنین گفت که هدف از این حمله، ارسال پیغام به ایران دربارهٔ توانایی‌های اسرائیل بدون تشدید بیشتر تنش‌ها بود.
تصاویر ماهواره‌ای به‌دست‌آمده توسط Umbra آسیب‌های وارد شده به سامانهٔ موشکی زمین‌به‌هوای S-300PMU2 در اصفهان را نشان داد.

## پیامدها
ایران ابتدا پروازهای تجاری در تهران و مناطق غربی و مرکزی کشور را تعلیق کرد. گویا در فرودگاه بین‌المللی امام خمینی تهران، بلندگوها مسافران را از وضعیت مطلع می‌کردند. به گفتهٔ مقامات ایرانی، پروازهای عادی بعداً برقرار شدند. چندین شرکت هواپیمایی، مسیر هواپیمای خود را از حریم هوایی ایران منحرف کردند؛ دست کم هشت پرواز تغییر مسیر داده شدند. رسانه‌های دولتی ایران از تعلیق موقت پروازهای سراسر کشور خبر دادند، محدودیتی که اواخر صبح همان روز برداشته شد. جزئیات مربوط به دامنه و تأثیر حمله همچنان نامشخص است.
رسانه‌های ایران گزارش دادند که این حمله تلفات جانی یا خسارتی در پی نداشته است. خبرگزاری تسنیم ویدئویی از تأسیسات هسته‌ای در اصفهان را منتشر کرد که هیچ‌گونه آسیب یا نشانه‌ای از اصابت به آن دیده نمی‌شود. آژانس بین‌المللی انرژی اتمی تأیید کرد که هیچ آسیبی به سایت‌های هسته‌ای ایران وارد نشده است.

## تحلیل‌ها
بر اساس تحلیل جروزالم پست، این حمله که از نظر راهبردی نزدیک به یک سایت هسته‌ای است، برای ارسال پیامی عمدی طراحی شده است: اینکه اسرائیل توانایی هدف قرار دادن سایت‌های مهم‌تر را دارد اما در این زمان خویشتن‌داری را برگزیده است. این رویکرد، آمادگی اسرائیل برای دفاع از منافع خود را نشان داد و در عین حال به ایران پیغام‌هایی در رابطه با پتانسیل اقدام شدیدتر ارسال می‌کرد.
بی‌بی‌سی خاطرنشان کرد که حمله‌ای آگاهانه (که در هشتاد و پنجمین سالگرد تولد رهبر ایران یعنی سید علی خامنه‌ای انجام شد) به اهداف نظامی مرتبط با حملهٔ قبلی ایران به اسرائیل، بیانگر توانایی‌های ارتش اسرائیل بود.
هاآرتس عقیده داشت که این حمله بی‌ثمر و بی‌سروصدا بود، اقدامی که نشان‌دهنده فقدان استراتژی نتانیاهو و انحراف از موضوع اصلی جنگ اسرائیل و غزه و نجات گروگان‌های حماس است. نیویورک تایمز حملات محدود را کوچکتر از حد انتظار ارزیابی کرد، که مقامات ایرانی آن را کم‌اهمیت جلوه دادند و در واقع حتی آن را به اسرائیل نسبت ندادند، و اینکه هنوز امکان اشتباه محاسباتی وجود داشت.
برخی برآورد دارند که ممکن است هدف اسرائیل در این حمله، محک زدن و شناخت توانایی رادار سیستم پدافند دفاعی اس-۳۰۰ روسی متعلق به ایران بوده باشد.

## واکنش‌ها
- نیروهای دفاعی اسرائیل به سی‌ان‌ان گفتند که «در حال حاضر نظری ندارند.»[۳۱] یکی از مقامات ارشد ایالات متحده تأیید کرد که اسرائیل حمله‌ای را انجام داده است و خاطرنشان کرد که آمریکا پیشاپیش به‌وسیلهٔ اسرائیل از عملیات مطلع شده بود.[۱۸] یک مقام ایرانی به رویترز گفت که دلیل این انفجارها فعال شدن سامانه‌های پدافند هوایی ایران بوده و افزود که هیچ حملهٔ موشکی به ایران صورت نگرفته است.[۲۱]
- ایتامار بن گویر، وزیر امنیت ملی اسرائیل، در شبکهٔ اجتماعی ایکس (پیش‌تر توییتر) این حمله را «ضعیف» یا «ضایع» توصیف کرد.[۲۵] فرانک گاردنر، خبرنگار امنیتی بی‌بی‌سی، این حمله را «محدود و تقریباً نمادین» توصیف کرد.[۲۵]
- استرالیا به شهروندان خود توصیه کرد که اسرائیل و سرزمین‌های اشغالی فلسطین را ترک کنند، زیرا وضعیت امنیتی می‌تواند به سرعت بدتر شود،[۳۲] و ایالات متحده سفر پرسنل سفارت خود را به مناطق شهری به دلایل مشابه محدود کرد.[۳۳]
- دو هفته پس از حملات، در ۵ می ۲۰۲۴، میری رِگِو - وزیر ترابری اسرائیل - نقش اسرائیل در این رویدادها را تأیید کرد.[۳۴]
- در ۱ آبان ۱۴۰۳ سردار محمدعلی جعفری، فرمانده سابق سپاه پاسداران، برای نخستین بار به «حمله موشکی» اسرائیل به ایران اعتراف کرد. او گفت اسرائیل با «هواپیماهای پیشرفته آمریکایی» و اجازه از برخی کشورها برای استفاده از آسمان آن‌ها، «چند موشک» به پایگاه اصفهان زد.[۳۵][۳۶]
- در ۲۰ آبان ۱۴۰۳ محمدجعفر اسدی از سرداران سپاه به آسیب دیدن یکی از تجهیزات نظامی ایران اعتراف کرد. او گفت اسرائیل «یک ماشینی را زد که خیلی قیمتی نداشت، تلفات جانی نداشت».[۳۷]